# 魏崇良
魏崇良（1907年11月28日—1982年9月8日），又名建鹤，别号雄球，广东五华人，中華民國空軍二級上將、黄埔军校第六期步科毕业。

## 經歷
中山大学肄业，笕桥中央航校第一期、英国皇家空军学校国防大学第二期、国防研究院第四期毕业。历任空军驱逐机大队小队长、中队长，航空委员会人事处少校科员。抗日战争爆发后，任空军第二路司令部少校作战参谋，中校作战科长，第一路上校副司令，第二勤务大队长。1946年任空军总司令部第一署（人事）署长。1949年到台湾，任空军供应司令，1953年授空军少将。1954年任台湾空军指挥参谋学校校长，1956年任空军总司令部政治作战部主任，授空军中将。1962年任空军训练司令部中将司令。1964年任国防部常务次长。1966年任副总参谋长，次年授空军二级上将。

## 晚年
1968年退役，任行政院国军退除役官兵辅导委员会副主任委员，泰欣冷藏公司董事长等。1975年1月9日，與國立中興大學教授任佩玉結婚。1982年9月8日，因病在臺北榮民總醫院病逝，安葬在臺北淡水河畔觀音山五華墓園。